# Schwalbenwurz-Enzian
Der Schwalbenwurz-Enzian (Gentiana asclepiadea) ist eine Pflanzenart aus der Gattung Enzian (Gentiana) in der Familie der Enziangewächse (Gentianaceae).

## Trivialnamen
Der deutsche Trivialname Schwalbenwurz-Enzian bezieht sich auf die Ähnlichkeit mit der Schwalbenwurz (Vincetoxicum hirundinaria), deren Blätter ebenfalls gegenständig angeordnet sind. 
Weitere Volksnamen sind Blaue Kreuzwurz nach den kreuzgegenständigen Blättern, Geißleitern nach den leiterförmigen Schattenblättern, Herbst-Enzian und Hirschbrunft-Enzian nach seiner späten Blütezeit.

## Beschreibung

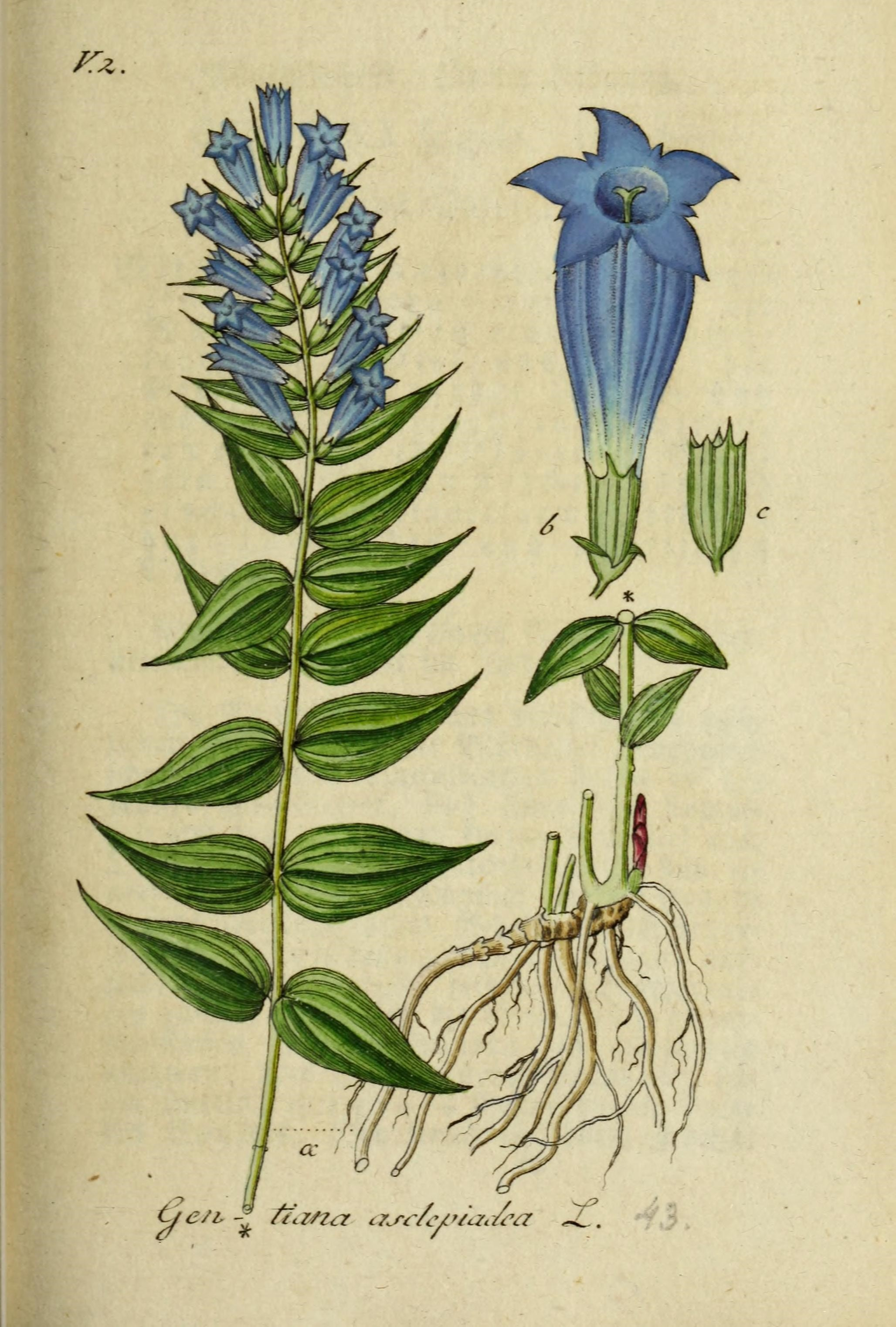
Illustration aus Deutschlands Flora in Abbildungen nach der Natur

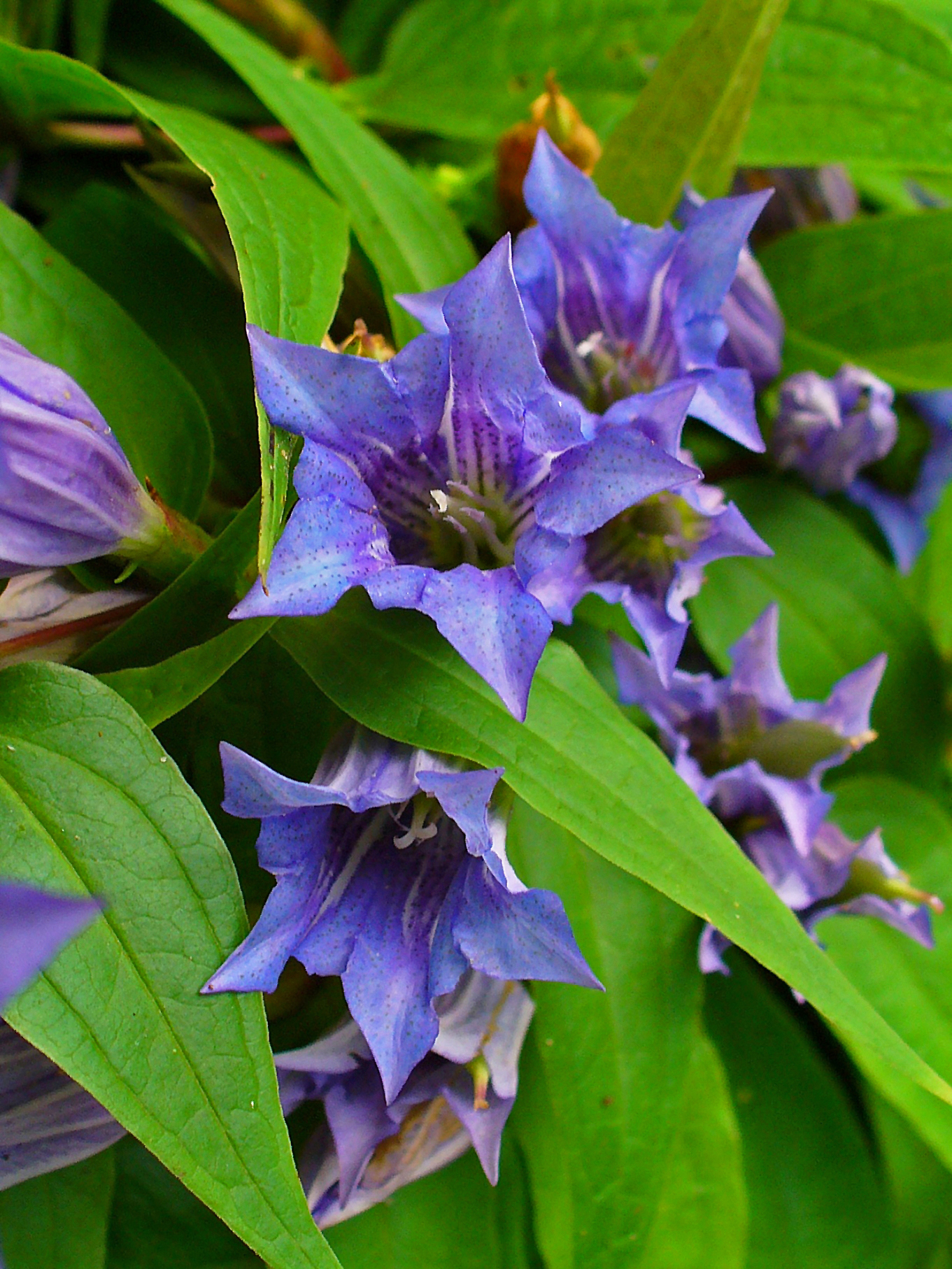
Blüten

### Vegetative Merkmale
Der Schwalbenwurz-Enzian wächst als ausdauernde krautige Pflanze und erreicht Wuchshöhen von 30 bis 100 Zentimetern. Je Pflanzenexemplar werden mehrere aufrechte bis überhängende, mehrblütige Stängel ausgebildet. Die Stängel sind einfach, dicht und gleichmäßig beblättert.
Die kreuzgegenständig angeordneten Laubblätter sind je nach Standort im Schatten einseitswendig (fo. pectinata) und an offenen, lichten Stellen allseitswendig (fo. cruciata). Die 4 bis 8 Zentimeter langen Laubblätter werden von unten nach oben kleiner. Die einfachen Blattspreiten sind lanzettlich und ganzrandig. Sie besitzen drei bis fünf deutliche Längsadern und sind dazwischen deutlich netznervig.

### Generative Merkmale
Die Blüten sitzen einzeln bis zu dritt in den oberen Blattachseln.
Die zwittrigen Blüten sind 35 bis 53 Millimeter groß und sind fünfzählig mit doppelter Blütenhülle. Die fünf häutigen Kelchblätter sind zu einer Kelchröhre verwachsen, die in fünf sehr kurzen und schmalen Kelchzipfel endet. Die fünf Kronblätter sind eng-glockenförmig verwachsen. Die dunkel-azurblaue Blütenkrone zeigt von außen eine dunkelblaue Färbung, innen ist sie rotviolett punktiert mit meist hellblauen Längsstreifen. Die Kronzipfel sind dreieckig und spitz und haben in den Falten je eine stumpfen Zahn. Die Staubbeutel sind verwachsen. Der Griffel hat zwei zurückgerollte Narben.
Die deutlich gestielte Kapselfrucht ist länglich und am Grund verschmälert. Die Samen sind bei einer Länge von etwa 2 Millimetern spindelförmig und geflügelt.
Die Chromosomenzahl beträgt 2n = 44.

## Ökologie und Phänologie
Beim Schwalbenwurz-Enzian handelt es sich um einen Hemikryptophyten.
Die Blütezeit erstreckt sich von August bis Oktober. Wegen der späten Blütezeit spielt bei dieser Art die Selbstbestäubung eine große Rolle, wobei sich die Narbenzungen soweit zurückrollen, dass sie mit den unteren Staubbeuteln in Kontakt kommen.

### Synökologie
Die zwittrigen Blüten des Schwalbenwurz-Enzians sind vormännlich, das heißt, dass die Pollenentleerung durch die Staubbeutel vor der Reifung der Narbe erfolgt. Eine zeitliche Überlappung dieser zwei Stadien ist in der Diskussion, jedoch noch nicht geklärt. Der Schwalbenwurz-Enzian bietet Nektar an und wird in erster Linie von Bienen und Hummeln bestäubt. Auch kommt Selbstbestäubung vor.

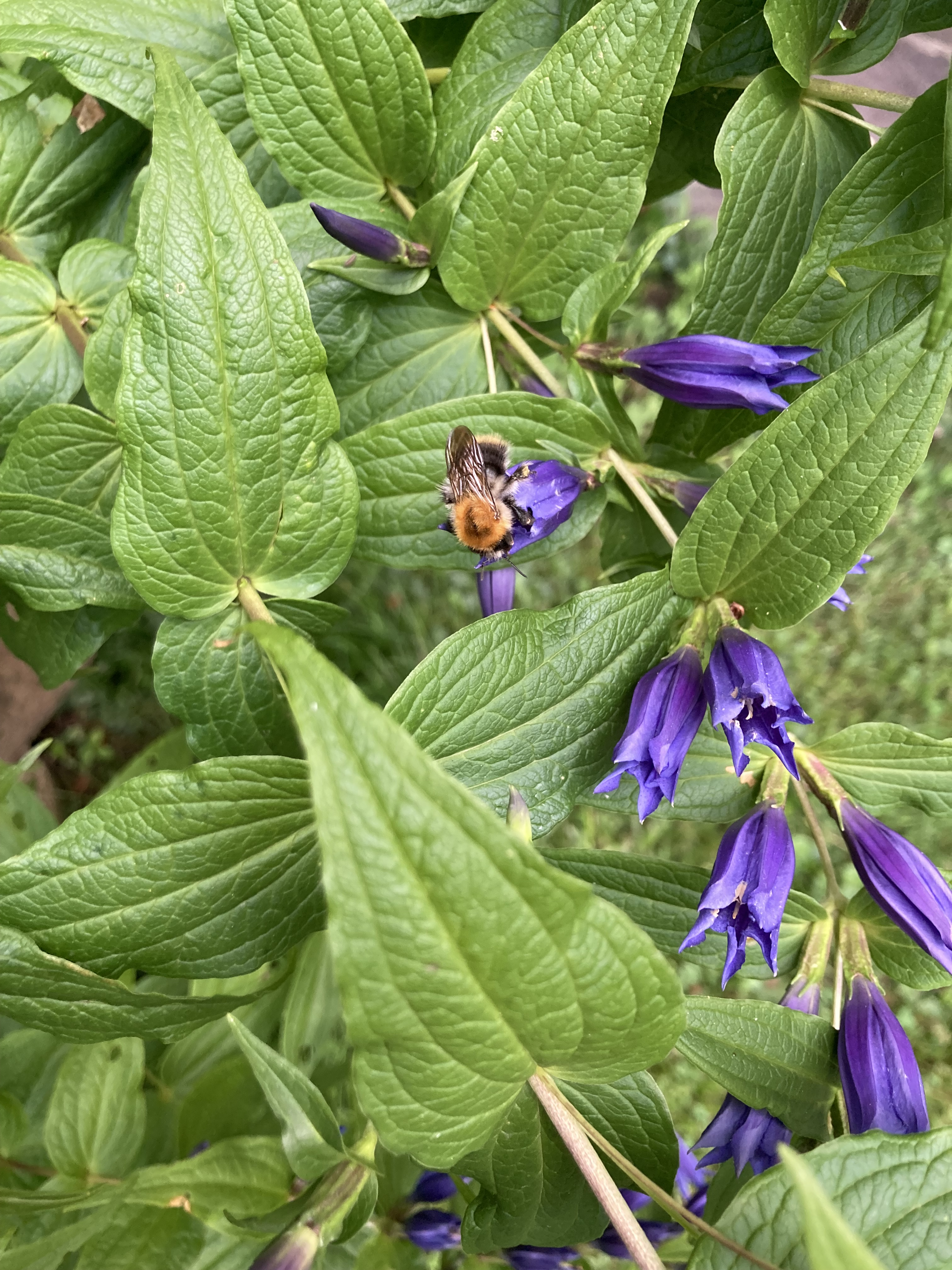
Hummel beim Bestäuben eines Schwalbenwurz-Enzians

Auf den Schwalbenwurz-Enzian als Futterpflanze sind oligophag die Raupen des stark gefährdeten Lungenenzian-Ameisenbläulings (Maculinea alcon) und des  Enzian-Alpen-Blattspanners (Perizoma obsoletata) angewiesen.
Der Schwalbenwurz-Enzian wird vom Rostpilz Cronartium flaccidum mit Uredien und Telien  befallen.

## Vorkommen und Gefährdung
Der Schwalbenwurz-Enzian gedeiht in den Gebirgen Mittel-, Ost-, Südwest-, Südost- sowie Südeuropas und in Westasien. Es gibt Fundortangaben für Deutschland, Österreich, die Schweiz, Italien, Frankreich, Korsika, Polen, den nordwestlichen Teil Russlands, die Ukraine, Ungarn, Tschechien, die Slowakei, Slowenien, Serbien, Kroatien, Bulgarien, Rumänien, Albanien, Griechenland, die Türkei und Iran.
Er kommt in den Alpen in den Randalpen recht häufig, in den Innenalpen zerstreut vor. Im deutschen Voralpenland reicht das Vorkommen mindestens bis zum Landkreis Starnberg. Auf dem Gipfel des Brockens (Harz, Sachsen-Anhalt) befindet sich ein größerer Bestand.
Der Schwalbenwurz-Enzian gedeiht in Höhenlagen vom Tal bis etwa 2200 Metern (im Unterengadin). In den Allgäuer Alpen steigt er bis zu einer Höhenlage von 1900 Metern auf. Diese kalkliebende Pflanzenart gedeiht meist auf feuchten Wiesen, Flachmooren, Waldrändern, Riedwiesen, Hochstaudenfluren sowie Legföhrengebüschen. Gentiana asclepiadea kommt in Mitteleuropa vor allem in Pflanzengesellschaften des Verbands Molinion vor, im Hochgebirge auch in Pflanzengesellschaften der Verbände Fagion, Erico-Pinion oder der Ordnungen Origanetalia oder Adenostyletalia vor.
Die ökologischen Zeigerwerte nach Landolt et al. 2010 sind in der Schweiz: Feuchtezahl F = 3w+ (feucht aber stark wechselnd), Lichtzahl L = 3 (halbschattig), Reaktionszahl R = 4 (neutral bis basisch), Temperaturzahl T = 3 (montan), Nährstoffzahl N = 3 (mäßig nährstoffarm bis mäßig nährstoffreich), Kontinentalitätszahl K = 3 (subozeanisch bis subkontinental).
Der Schwalbenwurz-Enzian gilt in Deutschland als gefährdet. Die intensive Beweidung von Frisch- und Feuchtwiesen trägt hauptsächlich hierzu bei. Auch ist der Schwalbenwurz-Enzian bei Sammlern sehr beliebt, was sich ebenfalls negativ auf die Bestandssituation auswirkt.

## Taxonomie
Die Erstveröffentlichung von Gentiana asclepiadea erfolgte 1753 durch Carl von Linné in Species Plantarum. Tomus I, S. 227. Synonyme für Gentiana asclepiadea
L. sind Dasystephana asclepiadea (L.) Borkh., Pneumonanthe asclepiadea (L.) F.W.Schmidt.

## Heilwirkung
Alle Pflanzenteile des Schwalbenwurz-Enzian, besonders die unterirdischen Pflanzenteile, enthalten wie alle Enzian-Arten bittere Glykoside. Die Droge des Schwalbenwurz-Enzian wurde medizinisch verwendet. In der Volksheilkunde schrieb man ihm Heilkraft gegen Tollwut zu und gebrauchte ihn bei Hundebiss (Bitzwurzen), in der Tierheilkunde als Mittel gegen Klauenerkrankungen (Kloawurz).

## Bilder

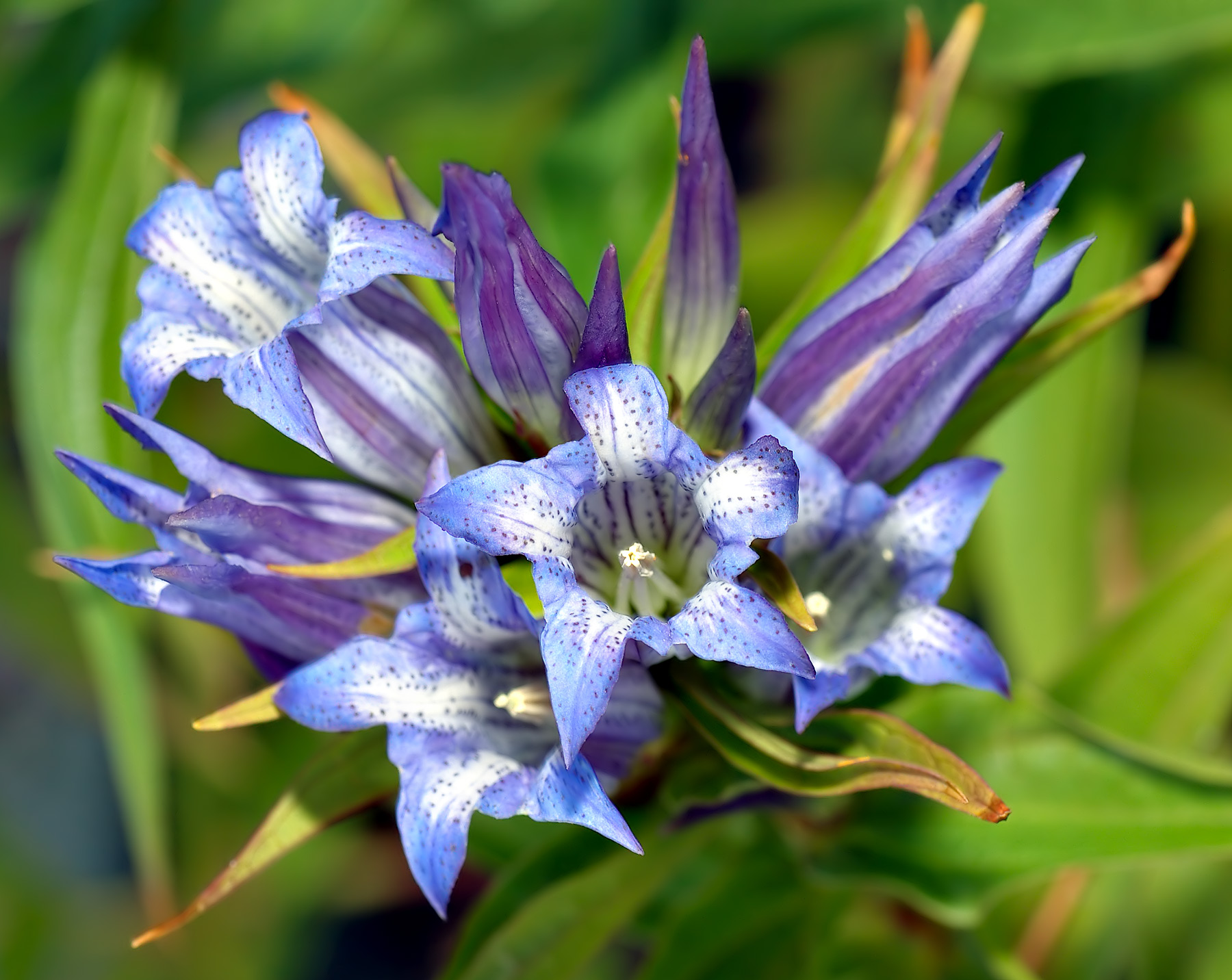
Blüten von oben
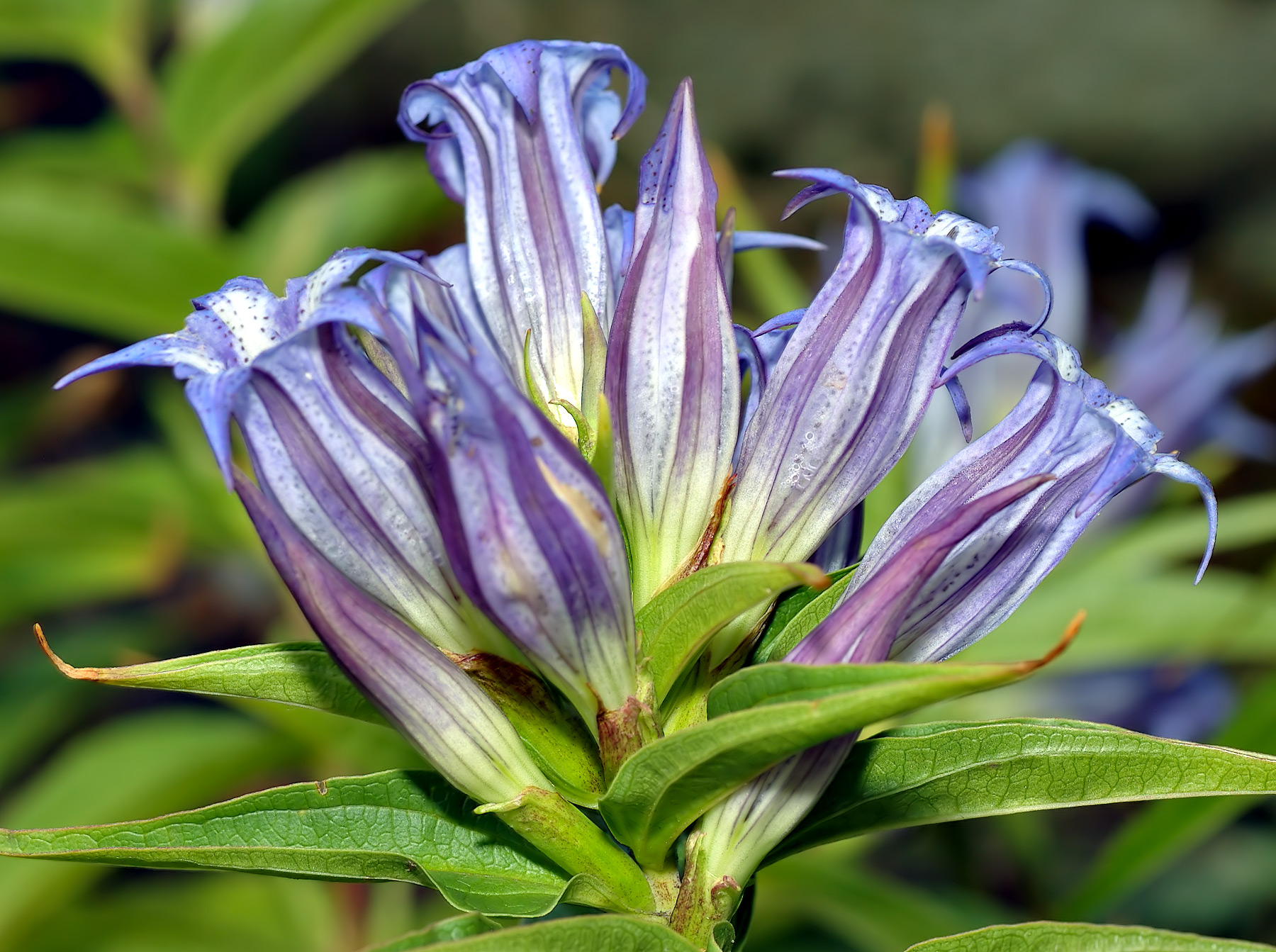
Blüten von der Seite
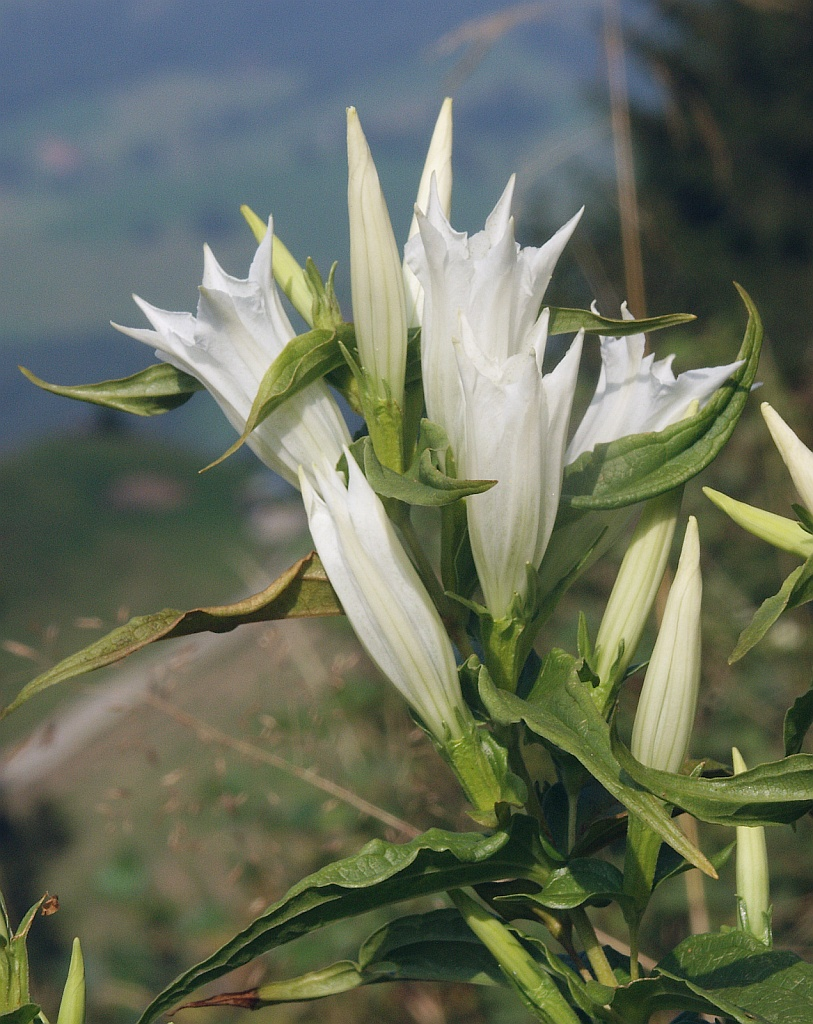
Gentiana asclepiadea var. alba
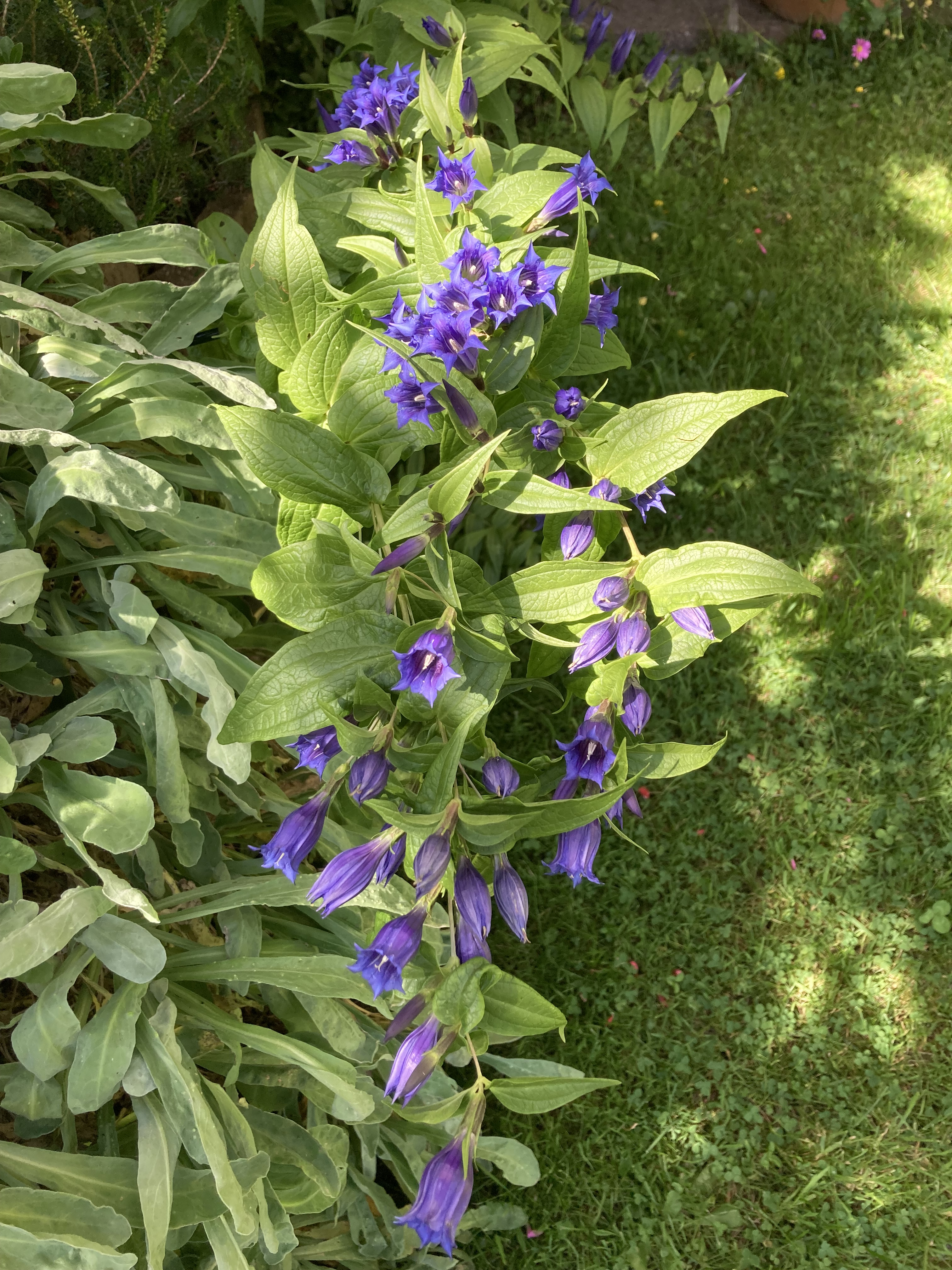
Schwalbenwurz-Enzian in Vollbüte
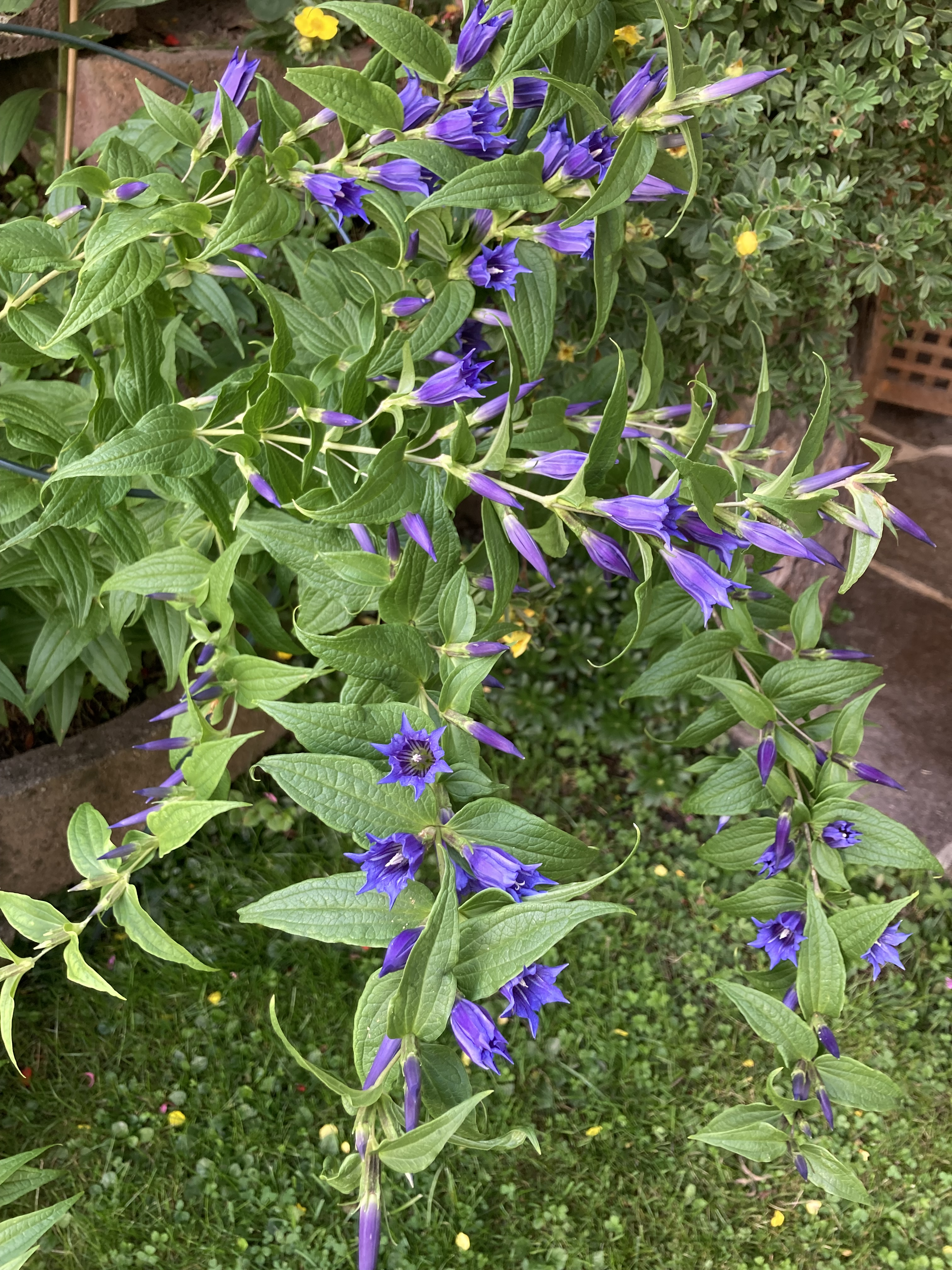
Schwalbenwurz-Enzian Gesellschaft in privatem Alpenblumengarten